# Добромір (комуна)
Добромір (рум. Dobromir) — комуна у повіті Констанца в Румунії. До складу комуни входять такі села (дані про населення за 2002 рік):
- Велень (578 осіб)
- Добромір (790 осіб)
- Доброміру-дін-Дял (406 осіб) — адміністративний центр комуни
- Леспезь (464 особи)
- Педурень (157 осіб)
- Четатя (241 особа)

Комуна розташована на відстані 144 км на схід від Бухареста, 70 км на захід від Констанци.

## Населення
За даними перепису населення 2002 року у комуні проживали 2636 осіб.
Національний склад населення комуни:
| Національність | Кількість осіб | Відсоток |
| -------------- | -------------- | -------- |
| турки          | 1326           | 50,3%    |
| румуни         | 1309           | 49,7%    |
| євреї          | 1              | < 0,1%   |

Рідною мовою назвали:
| Мова      | Кількість осіб | Відсоток |
| --------- | -------------- | -------- |
| румунська | 1319           | 50,0%    |
| турецька  | 1317           | 50,0%    |

Склад населення комуни за віросповіданням:
| Релігія       | Кількість осіб | Відсоток |
| ------------- | -------------- | -------- |
| мусульмани    | 1327           | 50,3%    |
| православні   | 1307           | 49,6%    |
| римо-католики | 1              | < 0,1%   |
| адвентисти    | 1              | < 0,1%   |